# Anthanassa
Anthanassa är ett släkte av fjärilar. Anthanassa ingår i familjen praktfjärilar.

## Bildgalleri

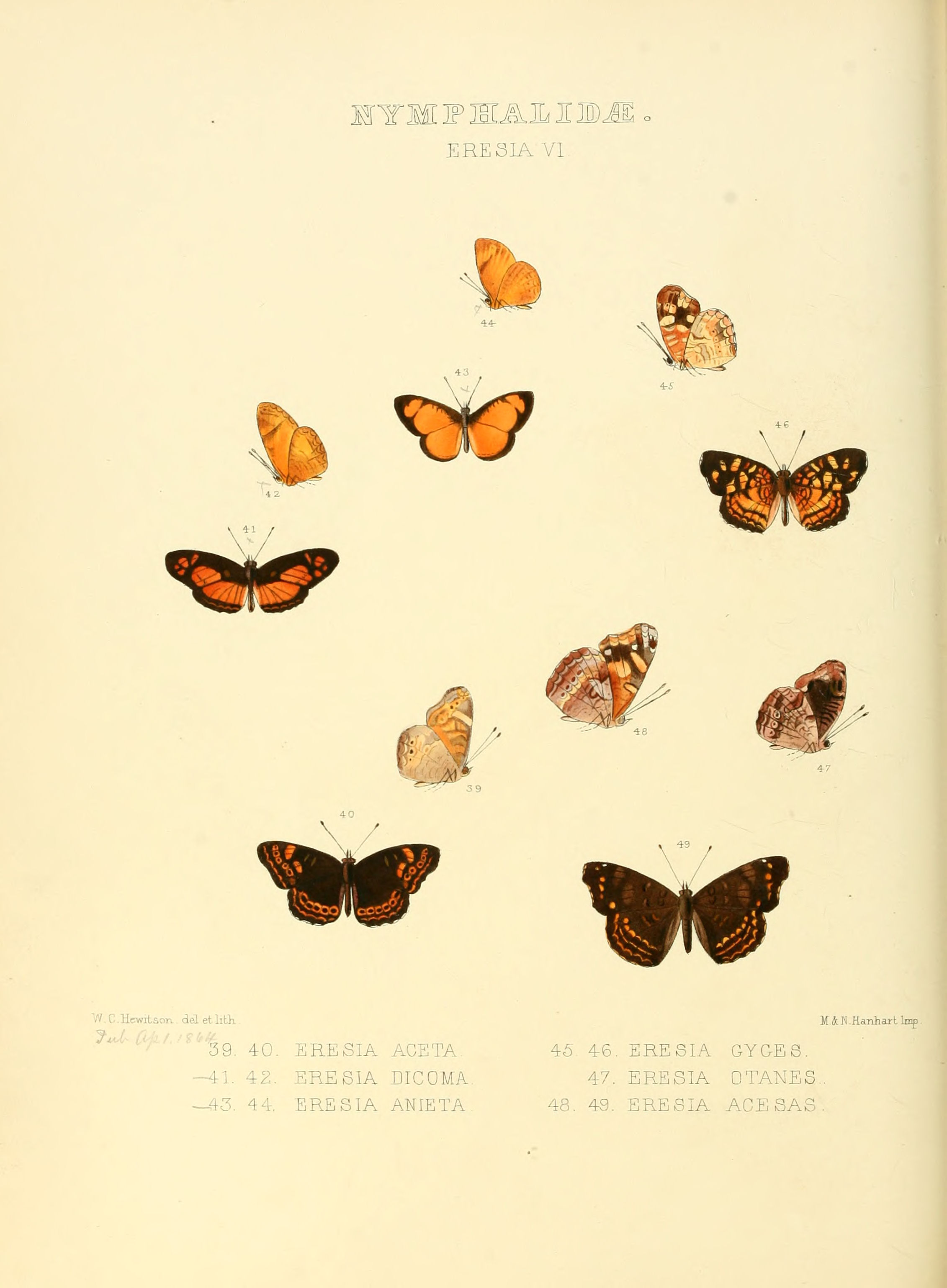
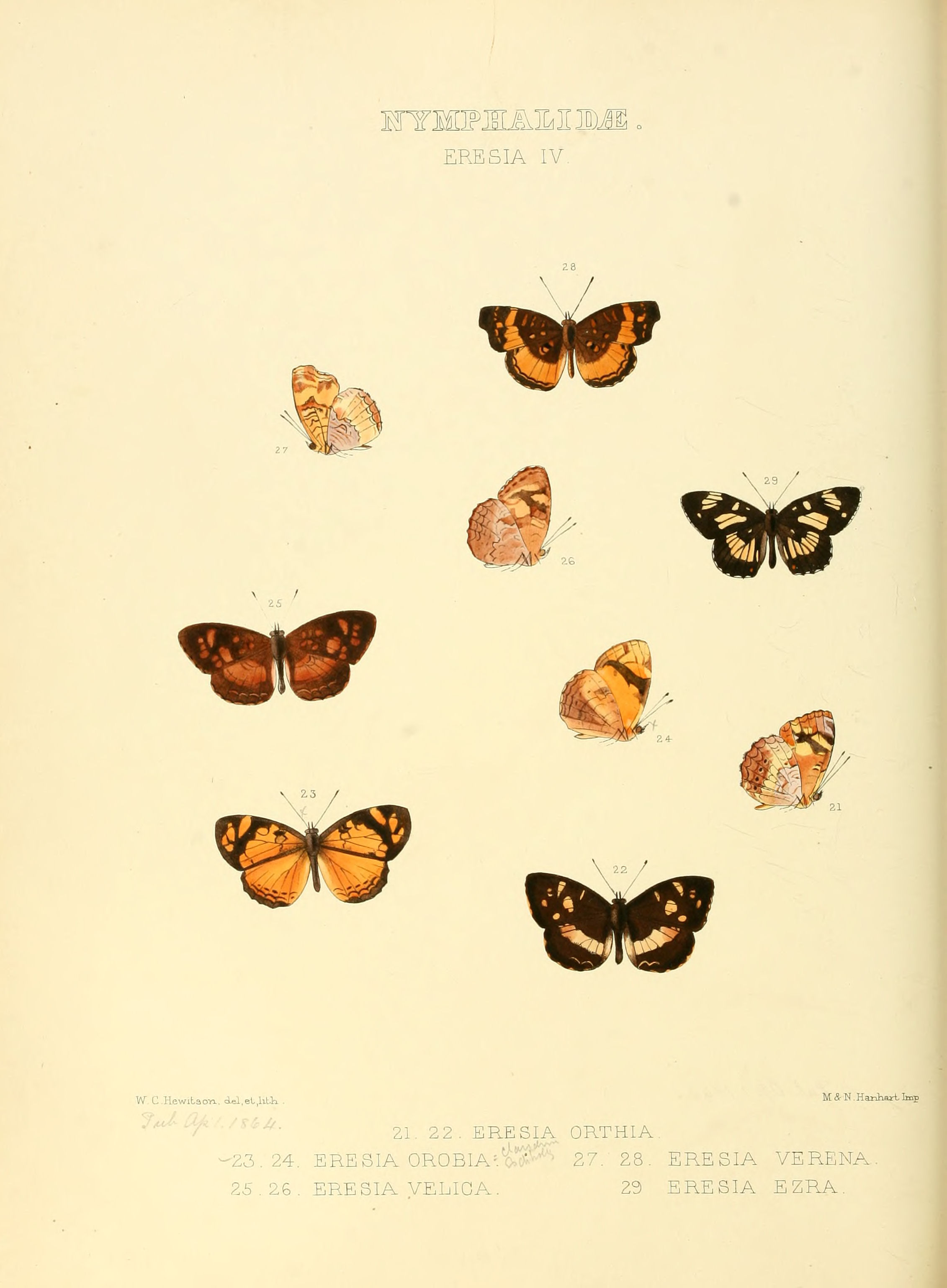
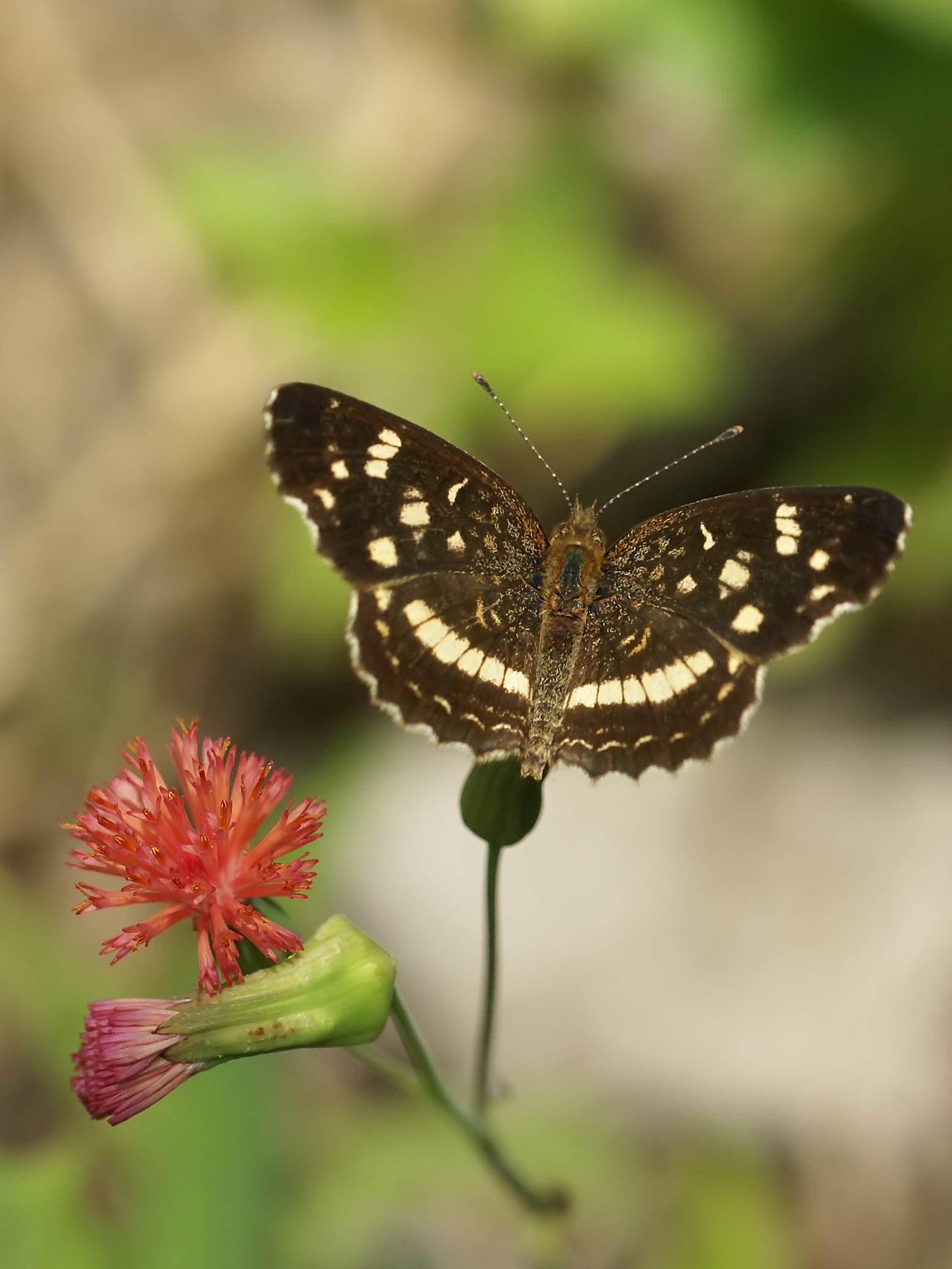
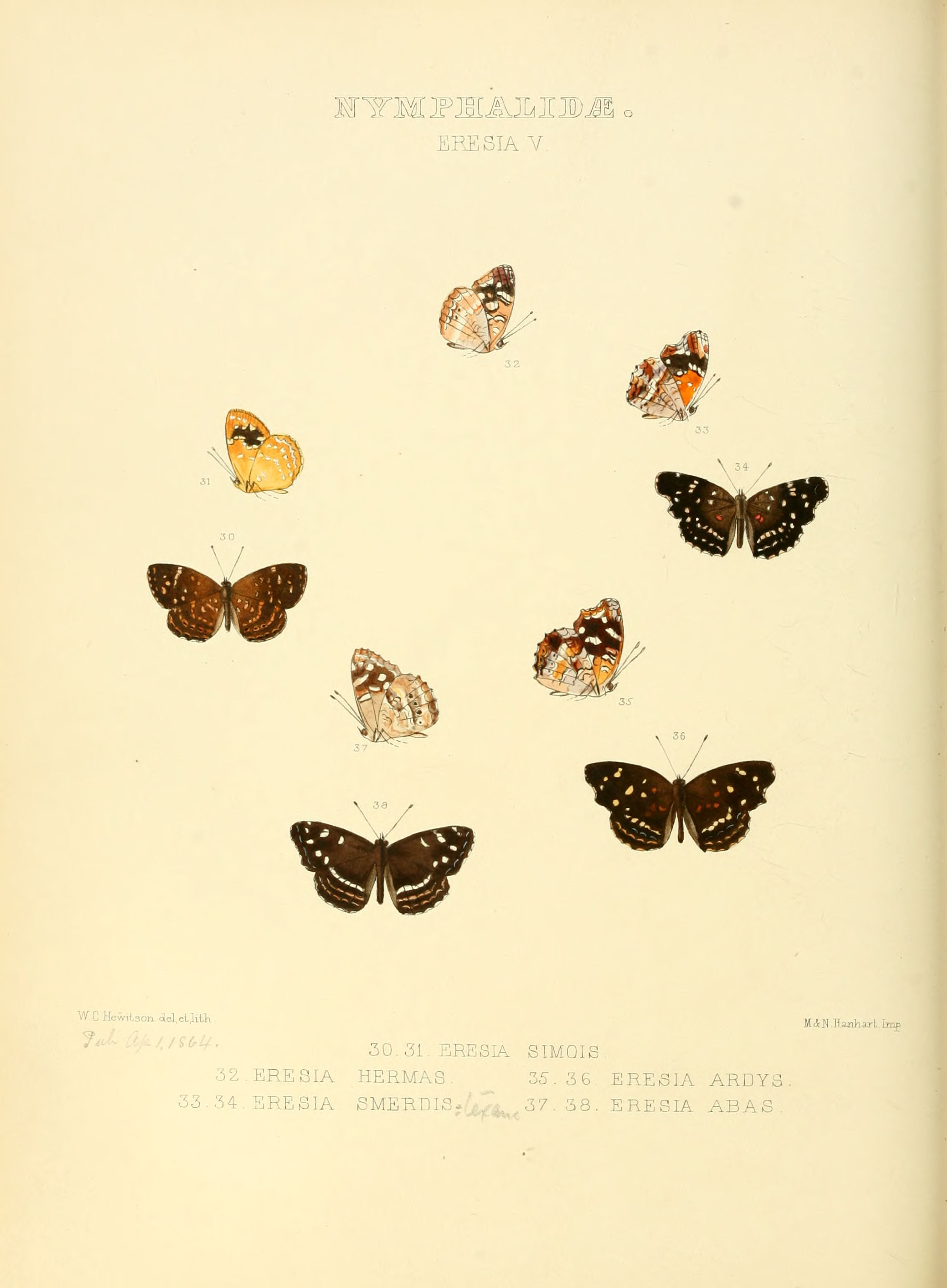
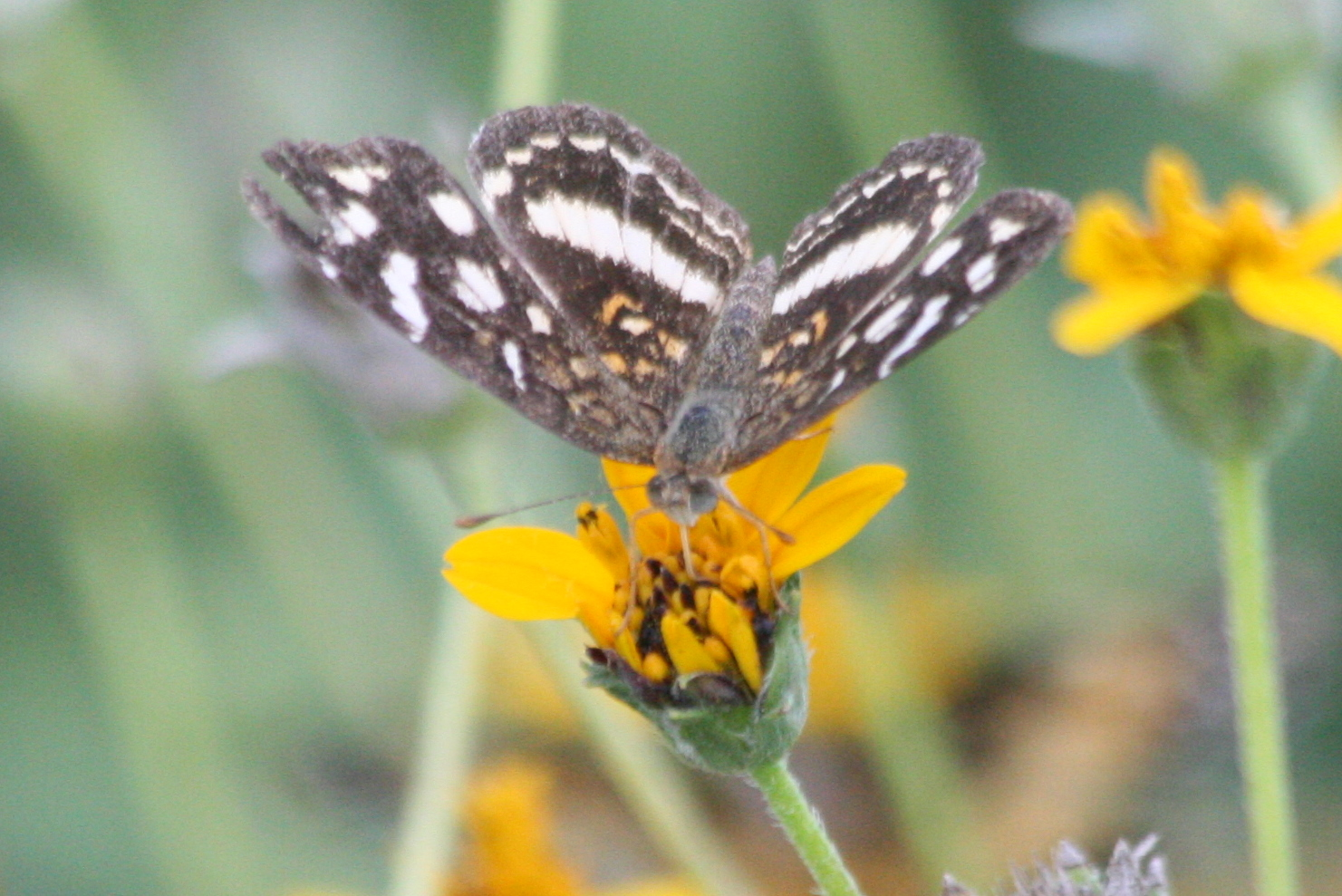
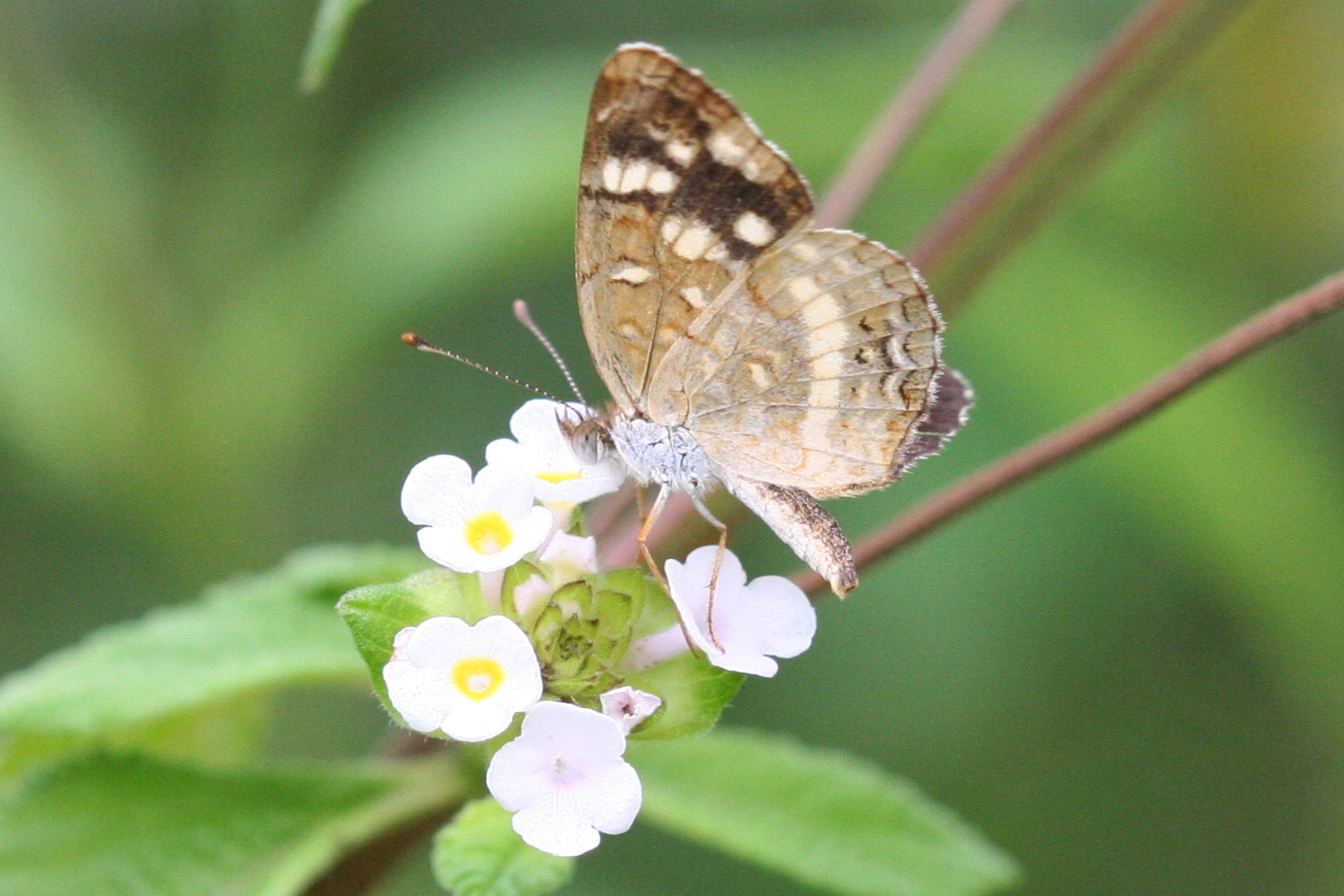

## Dottertaxa tillAnthanassa, i alfabetisk ordning[1]
- Anthanassa acesas
- Anthanassa aequatorialis
- Anthanassa albofascia
- Anthanassa alceta
- Anthanassa alethes
- Anthanassa alexon
- Anthanassa amator
- Anthanassa annita
- Anthanassa annulata
- Anthanassa archesilea
- Anthanassa ardys
- Anthanassa argentea
- Anthanassa atronia
- Anthanassa brancodia
- Anthanassa carigia
- Anthanassa carrera
- Anthanassa cassiopea
- Anthanassa castianira
- Anthanassa chromis
- Anthanassa cincta
- Anthanassa conferta
- Anthanassa conflua
- Anthanassa cortes
- Anthanassa crithona
- Anthanassa cyno
- Anthanassa diallus
- Anthanassa dora
- Anthanassa dracaena
- Anthanassa drusilla
- Anthanassa drymoea
- Anthanassa dubia
- Anthanassa flavimacula
- Anthanassa frisia
- Anthanassa fulviplaga
- Anthanassa genigueh
- Anthanassa gisela
- Anthanassa gyges
- Anthanassa hermas
- Anthanassa lelex
- Anthanassa natalces
- Anthanassa nebulosa
- Anthanassa obscurata
- Anthanassa otanes
- Anthanassa phlegias
- Anthanassa platytaenia
- Anthanassa ptolyca
- Anthanassa punctata
- Anthanassa saltator
- Anthanassa seminole
- Anthanassa sitalces
- Anthanassa smerdis
- Anthanassa sopolis
- Anthanassa sosis
- Anthanassa stenotaenia
- Anthanassa stesilea
- Anthanassa subconcolor
- Anthanassa subota
- Anthanassa sydra
- Anthanassa taeniata
- Anthanassa taxana
- Anthanassa tulcis
- Anthanassa verena